# Одуэн, Жан Виктор
Жан Викто́р Одуэ́н (фр. Jean Victor Audouin; 1797—1841) — французский натуралист, орнитолог и энтомолог.

## Биография
Одуэн изучал медицину и в 1824 году стал ассистентом энтомолога Пьера Андре Латрейля (1762—1833) в Музее естественной истории в Париже. В 1833 году он стал профессором энтомологии, а в 1838 году членом Академии наук в Париже.
Самая важная работа Одуэна «История насекомых — вредителей винограда» (фр. Histoire des insectes nuisibles à la vigne) была закончена и опубликована после его смерти в 1842 году зоологами Анри Мильн-Эдвардсом (1800—1885) и Шарлем Эмилем Бланшаром (1819—1900). Большинство своих произведений Одуэн публиковал в журнале «Annales des sciences naturelles», который он основал в 1824 году вместе с ботаником Адольфом Теодором Броньяром (1801—1876) и химиком Жаном Батистом Дюма (1800—1884). Также много статей Одуэна появлялись в журнале «Annales de la Société entomologique de France», который он создал в 1832 году.
Одуэн был соавтором «Dictionnaire classique d’histoire naturelle» (1822-30) и вместе с Анри Мильн-Эдвардсом изучал морскую фауну на французском побережье. Он дополнил также главу о птицах в книге натуралиста Жюля Сезара Савиньи (1777—1851) «Description de l'Égypte» (1826).
Французский зоолог Шарль Перодо (фр. Charles Payraudeau) назвал в 1826 году в честь Одуэна чайку (Larus audouinii).

## Труды
- Histoire des insectes nuisibles à la vigne. Fortin & Masson, Paris 1842 p.m.
- Traité élémentaire d’entomologie. Mairet & Fournier, Paris 1842 p.m.
- Notice sur les recherches d’entomologie agricole. Paris 1838.
- Les insectes. Fortin & Masson, Paris 1836-49 p.m.
- Hemipteres. Paris 1835.
- Histoire naturelle des insectes. Pillot, Paris 1834-37.
- Notice sur ses travaur. Paris 1833.
- Recherches pour servir à l’histoire naturelle du littoral de la France. Crochard, Paris 1832-34.
- Résumé d’Entomologie. Bachelier, Paris 1828/29.
- Recherches anatomiques et physiologiques sur la circulation dans les crustacés. Thuau, Paris 1827.
- Prodrome d’une histoire naturelle, chimique, pharmaceutique, et médicale des cantharides. Paris 1826.
- Dictionnaire classique d’histoire naturelle. Rey, Paris 1822-30.